# Martin Kubaczek
Martin Kubaczek (geboren 25. Oktober 1954 in Wien) ist ein österreichischer Autor.   

## Leben
Martin Kubaczek studierte Violine an der Musikakademie Wien und Philosophie, Germanistik und Kunstgeschichte an der Universität Wien, an der er 1988 mit der Dissertation über Oswald Wieners die verbesserung von mitteleuropa, roman promoviert wurde. Seit 1980 publiziert er in Zeitungen und Zeitschriften wie Literatur und Kritik, manuskripte, Falter und Die Presse. 
Kubaczek lebte und arbeitete ab 1990 in Japan als Lektor an der Nihon-Universität und als Sprachlehrer an der Fremdsprachen-Universität Tokyo Er war 2001 als Gastprofessor für Comparative Cultural Studies an die Universität Nagoya und im Jahr darauf an die Meiji-Universität Tokio eingeladen. Seither wohnt er wieder in Wien.  
Kubaczek publizierte 2009 einen Roman über den Agenten Richard Sorge. 

## Werke (Auswahl)
- Palais Rotenstern. Edition Korrespondenzen, Wien 2018
- Nebeneffekte. Gedichte. Edition Korrespondenzen, Wien 2015
- Die Knie meiner Mutter und mein Vater im Krieg. Erzählung. Wien : Folio, 2011
- mit Armin Klein: Thoreau's neighbourhood : ein Fotoprojekt entlang der Grenze. Wien : Passagen, 2010
- Sorge. Ein Traum. Roman. Wien : Folio, 2009
- Amerika. Roman. Wien : Folio, 2002
- Strömung. Erzählung. Wien : Folio, 2001
- Hotel Fantasie. Wien : Folio, 1999
- Somei. Texte. Wien : Folio, 1997
- Poetik der Auflösung : Oswald Wieners Die Verbesserung von Mitteleuropa, Roman. Wien : Braumüller, 1992